# さっぽろばんけいスキー場
さっぽろばんけいスキー場（英: SAPPORO BANKEI SKI AREA）は、北海道札幌市中央区にあるスキー場。太陽グループの子会社である札幌ばんけいが運営している。

## 概要
札幌市中心部から車で約20分の距離に位置するスキー場であり、夜はナイター照明によって22時まで営業している。初心者やファミリー向けのコースから上級者までのコースがあるほか、スノーエスカレーターもあり、「スノーパーク」ではスノーチューブやソリを楽しむことができる。
国際スキー連盟（FIS）公認のハーフパイプやモーグルのコースを設けているほか、全日本スキー連盟（SAJ）公認の「ばんけいスキー学校」があるほか、クリフプロスキースクールがある。 

## 施設
コース
- ウエストエリア
  - 初級コース
    - ウエスト林間コース
    - どんぐりコース
    - くるみコース
    - きのこコース

  - 中級コース
    - オレンジコース
    - ウエストAコース

  - 上級コース
    - スラロームバーン
    - FIS公認ban.Kモーグルコース
    - FIS公認ban.Kハーフパイプ
- イーストエリア
  - 初級コース
    - グリーン林間コース
    - オレンジ連絡コース

  - 初級・中級コース
    - センターAコース
    - センターBコース
    - センターCコース

  - 中級コース
    - イーストBコース
    - グリーンAコース

  - 上級コース
    - イーストAコース

索道
| 名称             | 定員 | 全長  | 建設年 | 備考                               |
| ---------------- | ---- | ----- | ------ | ---------------------------------- |
| ウエストP        | 2名  | 760 m | 1986年 | 日本ケーブル製/固定循環/油圧緊張式 |
| ウエストS        | 1名  | 343 m | 1980年 | 日本ケーブル製/固定循環/重錘緊張式 |
| オレンジP(2代目) | 2名  | 710 m | 2015年 | 日本ケーブル製/固定循環/油圧緊張式 |
| センターリフト   | 3名  | 392 m | 1983年 | 日本ケーブル製/固定循環/油圧緊張式 |
| グリーンP        | 2名  | 407 m | 1982年 | 日本ケーブル製/固定循環/重錘緊張式 |
| イーストP        | 2名  | 455 m | 1985年 | 日本ケーブル製/固定循環/油圧緊張式 |

過去にあったリフト
オレンジシングル
長さ760m
オレンジペア(初代)
長さ704m        
ロッヂ・レストラン等
- センターロッヂ
  - ベルクヒュッテ
  - 食堂「パンケ」
  - セットロッカー
  - レンタルコーナー
  - プロショップ・売店
- ウエストハウス
- イーストハウス
- パトロールハウス
- 炭火焼「ばんけい苑」

キャッチコピー等
- 1986-1987シーズン　VANKEI SKI AREA　“好感度エリア”
- 1988-1989シーズン　VANKEI SKI AREA　“ハートのエッヂに磨きをかけて滑りにおいで。”
- 1991-1992シーズン　Gam's Vankei　“元気。”
- 1994-1995シーズン　Gam's Vankei　“たちまち、ゲレンデパフォーマー。”
- 1995-1996シーズン　Gam's Vankei　“星あかり、雪あかり、街あかり。”
- 1996-1997シーズン　Gam's Vankei　“PIN BALL MAGIC”
- 1997-1998シーズン　Gam's Vankei　“hop step vankei”
- 2000-2001シーズン　Gam's Vankei　“my home GELANDE 楽しいのが好き、近いのはもっと好き。”
- 2001-2002シーズン　Gam's Vankei　“my home GELANDE”
- 2005-2006シーズン　bankei　“Have a Good Time”
- 2010-2011シーズン　ban.K 　“オフィスから20分。強く輝く山へ。”
- 2011-2012シーズン　ban.K 　“都心から20分。雪の山で会おうよ！”
- 2012-2013シーズン　ban.K 　“札幌都心から20分。笑顔あふれる雪の国！”
- 2013-2014シーズン　ban.K 　“札幌都心から20分。”
- 2014-2015シーズン　ban.K 　“国内最大ハーフパイプ今シーズン完成！札幌都心から20分。”
- 2015-2016シーズン　ban.K 　“世界が滑る”
- 2016-2017シーズン　ban.K 　“2017冬季アジア札幌大会オフィシャルスポンサー”
- 2017-2018シーズン　ban.K 　“さらに強く。輝く山へ。札幌都心から20分。”
- 2018-2019シーズン　ban.K 　（キャッチコピーなし）
- 2019-2020シーズン　ban.K 　“さらに強く。輝く山へ。札幌都心から20分。”
- 2020-2021シーズン　ban.K 　“たくさんでも　ちょっとでも。さらに強く輝く山へ。”
- 2021-2022シーズン　ban.K 　“強く輝く山へ。”
- 2022-2023シーズン　ban.K 　“「昔」も「今」も好きな場所”
- 2023-2024シーズン　ban.K 　“朝から盤までban.K”
- 2024-2025シーズン　ban.K 　“あなたに一番近い山”

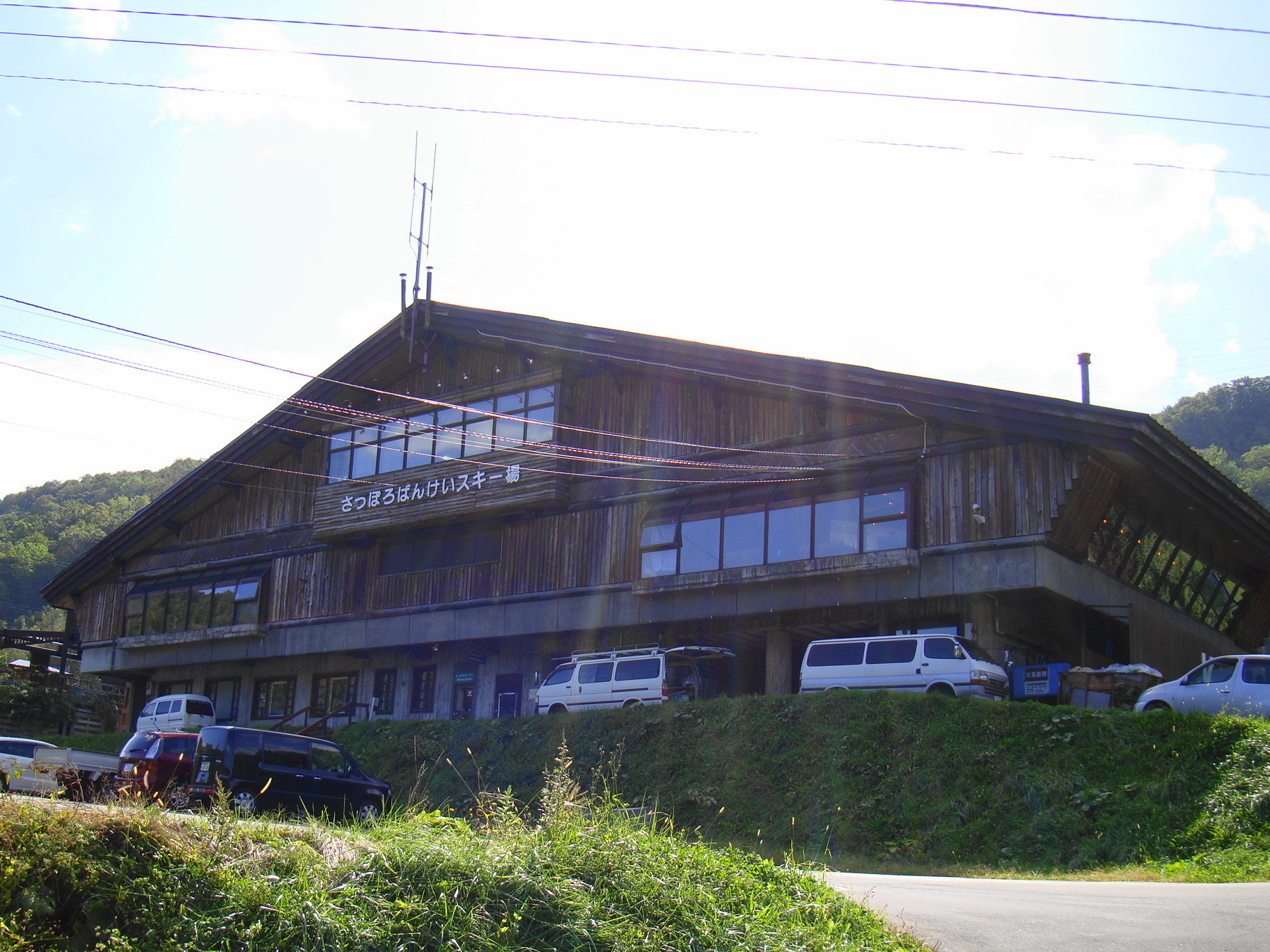
センターロッヂ（2010年9月）

### ばんけいの森
夏はゲレンデをマウンテンバイクのトレイルコースやパークゴルフのコース、ジップラインとして利用しているほか、テニスコートや釣り堀などがある。センターロッヂっで野菜を買える。

## 大会実績・イベント
大会実績
- 『宮様スキー大会』スノーボード競技、モーグル競技
- 『全日本フリースタイルスキー選手権大会』モーグル競技（2004年、2008年、2011年、2015年、2018年）
- 『スノーボード・ワールドカップ』ハーフパイプ競技（2016年）
- 『全日本スキー選手権大会』スノーボード競技（2016年、2017年）
- 『2017年アジア冬季競技大会』ハーフパイプ競技、フリースタイルスキー競技（2017年）

イベント
- Mt.石井スポーツカップGS競技大会 in ban.K
- Mt.石井スポーツカップSL競技大会 in ban.K
- ban.K ゲレンデスロープラン
- おもいっきり！ばんけい夏祭
- ban.K MTB PARTY
- 水曜どうでしょう祭 FESTIVAL in SAPPORO 2019

## アクセス・駐車場
北海道道82号西野真駒内清田線沿いに位置している。
- ばんけいバス「さっぽろばんけいスキー場」バス停下車
- 札幌駅から車で約20分
- 駐車場：1,000台